# Biflustra eriophoroidea
Biflustra eriophoroidea is een mosdiertjessoort uit de familie van de Membraniporidae. De wetenschappelijke naam van de soort is, als Membranipora eriophoroidea, voor het eerst geldig gepubliceerd in 1992 door Liu.